# 澤田久雄
澤田 久雄（さわだ ひさお、1924年 - 2001年8月30日、沢田 久雄とも書く）は、日本の外交官。

## 生涯
澤田廉三・美喜夫妻の次男として生まれた。京都帝国大学在学中に海軍に召集され予備少尉となる。特別攻撃隊に入るが出動する2週間前に終戦となり復員。1947年1月に国公立大学では初めてとなる京都大学アメリカンフットボール部（現・京都大学ギャングスターズ）を誕生させ初代主将を務めた。ポジションはセンター。
京都大学法学部卒業後外務省に入る。元在日オーストリア通商代表部理事。91年オーストリア経済への貢献が認められオーストリアから「大栄光章」を受ける。元三菱マテリアル顧問。

## 家族関係
父・廉三は国連大使も務めた外交官、母・美喜はエリザベス・サンダースホームの開設者。兄・信一はエリザベス・サンダースホームの第4代理事長を務めた。母方の祖父は三菱財閥の3代目総帥・岩崎久弥、母方の曾祖父（久弥の父）は三菱の創業者・岩崎弥太郎。最初の妻、木村文子との間に明子が生まれる。明子は、フリーアナウンサーとして活動していた。その後の妻は歌手の安田祥子で、祥子の妹・由紀さおりとともに姉妹で童謡コンサート活動を行っている。

## テレビ番組
1988年 朝日放送・テレビ朝日「京大アメリカンフットボール部誕生秘話 君に涙は似合わない」（主演：中村雅俊（澤田久雄役）、出演：檀ふみ、山下真司、渡辺美佐子等）、ナレーション：林隆三でドラマ化。